# Sultan (rang)

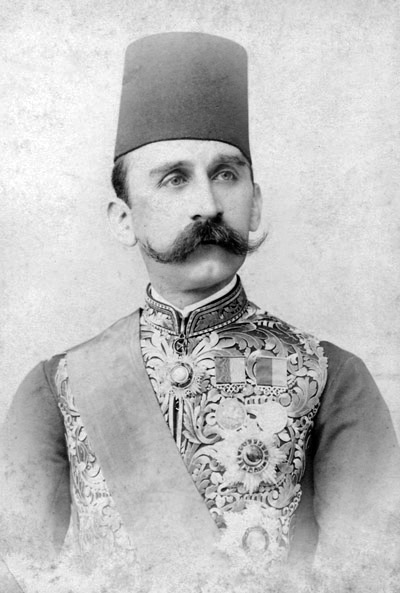
Hussein Kameel, sultan van Egypte (1853–1917)

Sultan (Arabisch: سلطان, sulṭān) is een hoge rang binnen de moslimadel (een kalief staat nog hoger op de ladder) en komt overeen met prins, koning of keizer, al wordt de titel gewoonlijk niet vertaald. Een sultan staat aan het hoofd van een staat, een sultanaat. De vrouw of moeder van een sultan wordt sultane genoemd. Een vrouwelijke sultan wordt een sultana genoemd.

## Oorsprong
'Sultan' is een uit het Arabisch, ontleend aan het Syrisch, afkomstig woord. Het had oorspronkelijk de betekenis macht, regering, heerschappij, autoriteit. Het werd later een vorstelijke titel. Mahmud van Ghazni (Ghazni in het huidige Afghanistan; 969-1030), een Perzische vorst, stamvader der Ghazvanid, is waarschijnlijk de eerste drager van de titel sultan geweest.

## Machthebbers
De bekendste sultans waren die van het Ottomaanse Rijk. Zij behoorden tot de Ottomaanse dynastie. De vorsten van Marokko droegen van 1664 tot 1957 eveneens de titel van sultan. In 1957 nam Mohammed V de titel van koning aan.
In Maleisië, dat een federatie is van vele sultanaten, wordt de koning uit de sultans gekozen voor een periode van vijf jaar. Brunei en Oman kennen een sultan, en in Indonesië zijn nog sultans in Surakarta (Solo), Cirebon, Kutai, Pontianak, Ternate en Tidore. De sultan van Jogjakarta is tevens gouverneur.
Hami was de titel van de vorsten van Zanzibar. De titel werd in het midden van de negentiende eeuw verdrongen door die van sultan.

## Naam
Sultan is in Arabische en islamitische landen ook een jongens- en meisjesnaam. In het enkele eeuwen door het Osmaanse Rijk overheerste Hongarije zijn daarvan de Magyaarse jongensnaam Zoltan en meisjesnaam Zoltána afgeleid.